# بارتلت کورمک
بارتلت کورمک (انگلیسی: Bartlett Cormack؛ ۱۹ مارس ۱۸۹۸ – ۲۶ سپتامبر ۱۹۴۲) یک هنرپیشه و فیلم‌نامه‌نویس اهل ایالات متحده آمریکا بود.

## فیلمشناسی

### فیلم‌نامه‌ها
- ۱۹۲۸ هیاهو (فیلم ۱۹۲۸)
- ۱۹۳۱ صفحه نخست (فیلم ۱۹۳۱)
- ۱۹۳۲ سیزده زن
- ۱۹۳۴ کلئوپاترا (فیلم ۱۹۳۴)
- ۱۹۳۵ خشم (فیلم ۱۹۳۶)